# إسماعيل ميمون
إسماعيل ميمون، من مواليد 3 يونيو 1953 في المسيلة، هو سياسي جزائري، وعضو في حركة مجتمع السلم، حماس سابقًا. بعد دراسة الهندسة الفلاحية، عمل في عدد من المهن، بما في ذلك مدير المشروع في البناء والاشغال العمومية في المسيلة، ومدير الدراسات في معهد التكوين البحري ومحاضر مساعد في جامعة المسيلة. 29 مايو 2010، تم تعيين إسماعيل ميمون وزيرا للسياحة والصناعات التقليدية، بعد عدة سنوات على رأس وزارة الصيد البحري والموارد الصيدية.